# Connacht
Connacht (en irlandés: Connachta /ˈkɔnəxtə/, Tierra de los Descendientes de los Conn), también con la grafía Connaught (ˈkɒnɔːt/) según fue traducido por los ingleses, es la provincia occidental de Irlanda, que comprende cinco condados: Galway (na Gaillimhe), Leitrim (Liatroim), Mayo (Mhaigh Eo), Roscommon (Ros Comáin) y Sligo (Sligeach).
En irlandés la provincia es conocida generalmente como Cúige Chonnacht es decir, la provincia de Connacht. Sus centros urbanos principales son Galway en el sur, y Sligo en el norte. Tiene una población de 542 547, la más pequeña de las cuatro provincias irlandesas.
La lengua irlandesa se habla en las áreas de Gaeltacht de Mayo y de Galway en el oeste.
El punto más alto de Connacht es Mweelrea (814 metros), en mayo. Su isla más grande es Achill Island, la mayor de Irlanda. El lago más grande es Lough Corrib.
Hasta la era histórica temprana, era conocido como nEchmacht de Cóiced Ol.
La “República de Connaught” tuvo una breve existencia en 1798 con la ayuda militar francesa.
Connacht-Ulster era uno de cuatro distritos electorales regionales de Irlanda para las elecciones al Parlamento Europeo hasta que fue reemplazado en 2004 por el nuevo distrito electoral de Irlanda al noroeste.

## Ciudades
- La ciudad más grande de Connacht es Galway con una población de 76 778 (2011) y es la única ciudad de la provincia.

## Otros centros poblados
- Sligo (19 452)
- Castlebar (12 318)
- Ballina (11 086)
- Tuam (8242)